# Sanatruce I
Sanatruce I, detto anche Arsace XII (157 a.C. – 70 a.C.), è stato re dei Parti appartenente alla dinastia arsacide.

## Biografia
Era forse figlio cadetto del re Artabano I, quindi fratello di Mitridate II, o del re Mitridate I; non partecipò alla guerra civile che scoppiò alla fine del regno di Mitridate II e, nel 77 a.C., venne dichiarato re dalla tribù scitica dei Saci, che avevano invaso la Persia nel 77 a.C.
Quando fu eletto nello stesso anno re anche dal Vazurgan (« consiglio degli anziani ») persiano, che cercava un Arsacide legittimo, aveva 80 anni. Riportò l'ordine nel suo paese e, un anno prima della morte, rifiutò un'alleanza offerta da Mitridate VI, re del Ponto, contro i Romani. Alla sua morte, il figlio Fraate III divenne re.